# William Byron (Politiker)
Hon. William Byron (* 27. Oktober 1749; † 22. Juni 1776) war ein britischer Politiker.

## Leben
William Byron war der Sohn und Erbe von William Byron, 5. Baron Byron, aus dessen Ehe mit Elizabeth Shaw. Er besuchte von 1763 bis 1766 das Eton College.
1771 heiratete er seine Cousine Juliana Elizabeth Byron († 1788), Tochter des Admirals Hon. John Byron. Aus der Ehe ging ein Sohn hervor, William Byron (1772–1794), der 1794 kinderlos bei der Eroberung von Korsika fiel.
Bei den Unterhauswahlen 1774 kandidierte er erfolglos als Abgeordneter für das Borough Morpeth in Northumberland. Mit Hilfe einer Petition gelang es ihm jedoch am 28. Januar 1775 ebendieses Mandat im House of Commons zu erhalten. Er gehörte dem Parlament fortan bis zu seinem Tod an.
Da sowohl er als auch sein einziger Sohn vor seinem Vater starben, fiel dessen Adelstitel als Baron Byron bei dessen Tod, 1798, an seinen damals noch minderjährigen Neffen zweiten Grades George Gordon Byron, der später als Dichter große Bekanntheit erlangte.